# Splendrillia otagoensis
Splendrillia otagoensis é uma espécie de gastrópode do gênero Splendrillia, pertencente a família Drilliidae.